# Liste der Staatsoberhäupter 120
Übersicht
◄◄ | ◄ | 116 | 117 | 118 | 119 | Liste der Staatsoberhäupter 120 | 121 | 122 | 123 | 124 | ► | ►►

Weitere Ereignisse

## Afrika
- Aksumitisches Reich
  - König: s. Aksumitisches Reich

- Reich von Kusch
  - König: Tamelerdeamani (114–134)

- Römisches Reich
  - Provincia Romana Aegyptus
    - Präfekt: Titus Haterius Nepos (120–124)

## Asien
- Armenien
  - König: Vologaeses I. (117–137)

- China
  - Kaiser: Han Andi (106–125)

- Iberien (Kartlien)
  - König: Parsmen II. (116–132)

- Indien
  - Shatavahana
    - König: Gautamiputra Sātakarni (106–130)

- Japan (Legendäre Kaiser)
  - Kaiser: Keikō (71–130)

- Korea
  - Baekje
    - König: Giru (77–128)

  - Gaya
    - König: Suro (42–199?)

  - Silla
    - König: Jima Isageum (112–134)

- Kuschana
  - König: Kanischka I. (100–126)

- Osrhoene
  - König: Yalur (118–122) und Parthamaspates (118–123)

- Partherreich
  - Schah (Großkönig): Osroes I. (108–128)

## Europa
- Bosporanisches Reich
  - König: Sauromates I. (93/94–123/124)

- Römisches Reich
  - Kaiser: Hadrian (117–138)
    - Konsul: Lucius Catilius Severus Iulianus Claudius Reginus (120)
    - Konsul: Antoninus Pius (120)
    - Suffektkonsul: Gaius Quinctius Certus Poblicius Marcellus (120)
    - Suffektkonsul: Lucius Rutilius Propinquus (120)
    - Suffektkonsul: Gaius Arminius Gallus (120)
    - Suffektkonsul: Gaius Atilius Serranus (120)

  - Provincia Romana Britannia
    - Legat: Quintus Pompeius Falco (118–122)